# Галицкий, Кузьма Никитович
Кузьма́ Ники́тович Га́лицкий (12 (24) октября 1897, Таганрог — 14 марта 1973, Москва) — советский военачальник, генерал армии (1955). Герой Советского Союза (1945).

## Биография
Кузьма Никитович Галицкий родился 12 (24) октября 1897 года в городе Таганроге в рабочей семье. Русский.
Родился в семье крестьянина села Ряженое, приехавшего в Таганрог на строительство Таганрогского металлургического завода и оставшегося работать на нём. Окончил четырёхлетнюю начальную школу, ремесленно-техническую школу в 1912 году. С 1912 года работал учеником слесаря и слесарем в механической мастерской Кербера, затем стал помощником машиниста паровоза в железнодорожном депо станции «Таганрог».
В апреле 1917 года призван в Русскую императорскую армию, служил в 274-м запасном пехотном полку в Таганроге. В октябре 1917 года был демобилизован в чине младшего унтер-офицера.
Вернулся на работу помощником машиниста в депо. Весной 1918 года Таганрог был оккупирован германско-австрийскими интервентами. В июне 1918 году Кузьма Галицкий участвовал в забастовке против интервентов, был уволен и под угрозой ареста бежал из города с группой железнодорожников. Они сумели добраться до занятого красными войсками города Льгов.
В августе 1918 года в Льгове вступил в Красную Армию. Участник Гражданской войны в России. Вступил в формируемую 2-ю Украинскую повстанческую дивизию, был командиром взвода и роты 9-го Советского Украинского полка этой дивизии. С июня 1919 года — командир батальона 1-го ударного полка 7-й Заднепровской Украинской стрелковой дивизии на Южном фронте (примечательно, что дивизией в то время командовал Нестор Махно, в очередной раз вступивший в соглашение с Советской властью). Воевал на Украинском фронте против германских и австро-венгерских оккупационных войск, войск Директории Украинской Народной Республики С. В. Петлюры и Вооружённых сил Юга России генерала А. И. Деникина. Член ВКП(б) с октября 1918 года. В начале сентября 1919 года в тяжёлых боях против деникинцев в районе Купянска и станции Иловайская был тяжело ранен. После госпиталя отправлен в отпуск для поправки здоровья в Таганрог, но там в связи со сложной обстановкой вступил в части ЧОН, командовал батальоном и был начальником политотдела участка обороны железных дорог ЧОН Таганрогского района.
В июле 1920 года зачислен командиром батальона в 397-й стрелковый полк 45-й стрелковой дивизии, направлен на советско-польский фронт. В составе Фастовской группы войск Юго-Западного фронта участвовал в боях под Белой Церковью, в наступлении на Шепетовку и Дубно, в Львовской операции, а затем в оборонительных боях. В ноябре 1920 года участвовал в боях против Армии Украинской народной республики С. Петлюры и частей армии генерала П. Н. Врангеля. После завершения военных действий его батальон охранял сахарные заводы на Украине. В июне 1921 года К. Н. Галицкий был направлен на учёбу.

## Межвоенный период
В 1922 году окончил Высшую тактическую стрелковую школу имени Коминтерна «Выстрел». С августа 1923 по август 1924 года служил в 67-м стрелковом полку 23-й стрелковой дивизии Украинского военного округа (полк размещался в Харькове) командиром батальона и помощником командира полка. Затем вновь уехал учиться, в 1927 году окончил Военную академию РККА имени М. В. Фрунзе.
По окончании академии, с августа 1927 года — начальник штаба 1-го стрелкового полка Московской Пролетарской стрелковой дивизии, с августа 1928 года — начальник научно-редакционной части Военной академии РККА имени М. В. Фрунзе, с мая 1930 года — адъюнкт этой академии по кафедре истории Гражданской войны. С мая 1931 года — командир-комиссар 3-го стрелкового полка Московской Пролетарской стрелковой дивизии, с января 1934 года — заместитель начальника отдела боевой подготовки штаба Московского военного округа. С мая 1934 года — помощник командира 3-й Крымской стрелковой дивизии в Харьковском военном округе (штаб дивизии — Симферополь). В сентябре-ноябре 1937 года — начальник штаба Харьковского военного округа. С ноября 1937 года — командир 90-й стрелковой дивизии в Ленинградском военном округе.
В июле 1938 года был арестован и находился в тюрьме под следствием до мая 1939 года. Тогда же был уволен из РККА. Виновным себя не признал и был освобождён в мае 1939 за недоказанностью вины при частичном пересмотре дел арестованных после назначения Л. П. Берия Народным комиссаром внутренних дел СССР. 21 мая был восстановлен в РККА, но до декабря 1939 года нового назначения не получил, оставаясь в распоряжении Управления по начсоставу РККА.
В декабре 1939 года направлен на фронт советско-финской войны и 23 декабря 1939 года назначен командиром 24-й Самаро-Ульяновской Железной дважды Краснознамённой стрелковой дивизии на место убитого командира дивизии П. Е. Вещева. Отличился при прорыве Линии Маннергейма, после войны награждён орденом Красного Знамени. По завершении боевых действий продолжал командовать дивизией, которая в 1940 году была передана в Западный Особый военный округ и дислоцировалась в Молодечно и его окрестностях.

## Великая Отечественная война
С началом Великой Отечественной войны его 24-я стрелковая дивизия вошла в состав 13-й армии Западного фронта, выступила из Молодечно в указанный её район сосредоточения у Лиды. Столкнувшись с передовыми немецкими подразделениями 19-й танковой дивизии, дивизия атаковала их и отбросила, ведя активные наступательные действия с 25 июня по 29 июня 1941 года. Но ввиду катастрофического для РККА развития Белостокско-Минского сражения она оказалась в окружении. В середине июля 1941 года генерал-майор Галицкий вывел остатки дивизии из окружения, при этом было утрачено боевое знамя дивизии (в 1944 году знамя было возвращено местными жителями, которые нашли его при похоронах убитых бойцов на теле выносившего его политработника). Сам Галицкий сразу после выхода из окружения был назначен командиром 67-го стрелкового корпуса в составе 21-й армии Центрального фронта и участвовал в Смоленском сражении. В ходе обороны Гомеля 13 августа 1941 года тяжело ранен, несколько месяцев находился в госпитале в Свердловске.
С февраля 1942 года — заместитель командующего 1-й ударной армии на Северо-Западном фронте, но ровно через 10 дней после вступления в должность вторично был тяжело ранен. По иронии судьбы был эвакуирован в тот же самый госпиталь в Свердловске, из которого недавно выписался. С 18 сентября 1942 года — командующий 3-й ударной армии Калининского фронта. Под его командованием армия участвовала в Великолукской операции и в Невельской операции.
С ноября 1943 по июль 1945 годов — командующий 11-й гвардейской армией на 2-м Прибалтийском фронте и 3-м Белорусском фронте. Участвовал в Городокской операции, Витебской операции, Белорусской стратегической наступательной операции, Гумбиннен-Гольдапской операции.
Армия под командованием К. Н. Галицкого принимала активное участие в боях в Восточной Пруссии в ходе Восточно-Прусской стратегической наступательной операции. Во время штурма Кёнигсберга (6-9 апреля 1945 года) перед армией стояла задача расчленить группировку немцев и овладеть южной частью города. В первый день боёв армия продвинулась на три километра, разрушив более 20 немецких опорных пунктов и захватив районы Понарт, Розенау, Нассер Гартен. 8 апреля была форсирована река Преголя в районе морского порта. 41 воин армии за эти бои получил звание Героя Советского Союза. Сам генерал Галицкий стал Героем Советского Союза 19 апреля 1945 года.
Великую Отечественную войну гвардейская армия генерала К. Н. Галицкого завершила штурмом крупной военно-морской базы Пиллау в ходе Земландской наступательной операции и десантом на косу Фрише-Нерунг. 9 мая армия приняла капитуляцию крупной группировки противника на косе Фрише-Нерунг. В Кёнигсберге он организовал сооружение первого в стране мемориала павшим воинам.
За время войны был трижды ранен.

## Послевоенные годы
После войны с июля 1945 года командовал войсками Особого военного округа, с марта 1946 — вновь войсками 11-й гвардейской армии, с октября 1946 — войсками Прикарпатского военного округа, с ноября 1951 года — войсками Одесского военного округа, с мая по август 1954 года — войсками Московского района ПВО. Затем по болезни был в распоряжении Главного управления кадров Министерства обороны СССР. С апреля 1955 года — командующий войсками Северной группы войск на территории Польши. С января 1958 года командовал войсками Закавказского военного округа. С июня 1961 года находился в распоряжении Министра обороны СССР. 
В январе 1962 года уволен в отставку по болезни.
Был депутатом Верховного Совета СССР 2−5 созывов (1946—1962), депутатом Верховного Совета Украинской ССР 2—3 созывов (1947—1955).
Жил в Москве, в Доме на набережной. Автор нескольких книг мемуаров. Был председателем военно-научного общества при Центральном доме Советской Армии.
Скончался 14 марта 1973 года. Похоронен в Москве на Новодевичьем кладбище.

## В воспоминаниях современников
Я уважал его за ум и энергию, очень ценил его железную настойчивость в достижении поставленных целей. Поэтому, … в своё время без колебаний рекомендовал Кузьму Никитовича на пост командующего 11-й гвардейской армией… И я не ошибся: армия под командованием Галицкого упрочила свою боевую славу.
— Баграмян И. Х. Так шли мы к победе. — М.: Воениздат, 1977. — С.514.

## Воинские звания
- Полковник (26.11.1935)
- Комбриг (20.02.1938)
- Генерал-майор (4.06.1940)
- Генерал-лейтенант (30.01.1943)
- Генерал-полковник (28.06.1944)
- Генерал армии (11.03.1955)

## Награды

Могила К. Н. Галицкого на Новодевичьем кладбище Москвы.

- Герой Советского Союза (медаль «Золотая Звезда» № 5036, 19.04.1945);
- 4 ордена Ленина (21.02.1945, 19.04.1945, 5.05.1945, 02.11.1957);
- 4 ордена Красного Знамени (21.03.1940, 12.04.1942, 3.11.1944, 20.06.1949);
- Орден Суворова I степени (11.10.1943);
- Орден Кутузова I степени (20.02.1943);
- Орден Богдана Хмельницкого I степени (4.07.1944);
- Орден Красной Звезды (22.02.1968);
- Медали СССР;
- Почётное оружие от РВС Республики (1921);
- Золотой крест ордена «За воинскую доблесть» IV степени (Польша, 19.12.1968).

## Мемуары
- В боях за Восточную Пруссию. — М.: Наука (издательство), 1970. — 500 с. — (Вторая мировая война в исследованиях, воспоминаниях, документах).
- Годы суровых испытаний. 1941—1944 (записки командующего армией) — М.: Наука, 1973. — 600 с.
- Нашу победу ковал народ. // Штурм Кёнигсберга. — Калининград: Калининградское книжное издательство, 1973. — С. 120—129. — 384 с. — 50 000 экз.

## Память
- Бюст К. Н. Галицкого установлен в Калининграде.
- Имя К. Н. Галицкого носят улицы  в Таганроге, Молодечно, Городке[5], Лиде и Калининграде (где на улице его имени установлена также мемориальная доска).
- Мемориальная доска в честь командующего 11 Гвардейской армии генерала К. Н. Галицкого в Городке (Витебская область).